# کنیچی سوزومورا
کنیچی سوزومورا (انگلیسی: Kenichi Suzumura; ۱۲ سپتامبر ۱۹۷۴ – ) خواننده-ترانه‌پرداز، صداپیشگی در ژاپن، خواننده، مجری رادیو، و بازیگر اهل ژاپن بود. وی از سال ۱۹۹۴ میلادی تاکنون مشغول فعالیت بوده‌است.